# L'Amour à quatre temps
Pour plus de détails, voir Fiche technique et Distribution.
L'Amour à quatre temps (Sweet Hearts Dance) est un film américain de Robert Greenwald sorti en salle le 23 septembre 1988. Il met en vedette Don Johnson, Susan Sarandon, Jeff Daniels et Kate Reid.

## Synopsis
À Halloween, à la Nouvelle-Angleterre, Wiley Boon, un entrepreneur marié à Sandra et père de trois enfants, se sent étouffé après quinze ans de routine et doit faire face à une crise de la quarantaine. Son meilleur ami, le président du conseil scolaire local Sam Manners, est sur le point de commencer une relation avec Adie Nims, récemment venue de la Floride et la nouvelle enseignante à l'école secondaire. 
Pendant le dîner de Thanksgiving, un désaccord mineur entre Sandra et Wiley pousse ce dernier à quitter sa famille. Il s'installe dans un mobile home pour réévaluer ses sentiments et endiguer ses troubles émotionnels. Le film évoque ensuite des congés ultérieurs et les efforts des deux vieux époux pour retrouver la magie de leurs toutes premières rencontres et amorcer une réconciliation. Pendant ce temps, Sam et Adie sentent l'un et l'autre que leur relation devient chaque jour plus étroite.

## Fiche technique
- Titre original : Sweet Hearts Dance
- Titre français : L'Amour à quatre temps
- Réalisation : Robert Greenwald
- Scénario : Ernest Thompson
- Production : Jeffrey Lurie pour TriStar Pictures
- Photographie : Tak Fujimoto
- Musique : Richard Gibbs
- Pays d'origine : États-Unis
- Format : Couleurs - 1,85:1 - 35 mm
- Genre : Drame
- Date de Sortie : 23 septembre 1988[1]

## Distribution
- Don Johnson : Wiley Boon
- Susan Sarandon  : Sandra Boon
- Jeff Daniels : Sam Manners
- Elizabeth Perkins : Adie Nims
- Kate Reid : Pearne Manners
- Justin Henry : Kyle Boon
- Holly Marie Combs : Debs Boon
- Heather Coleman : BJ Boon